# Roger Ebert

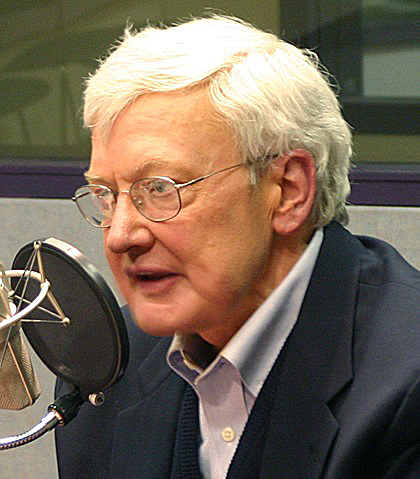
Roger Ebert (2006)

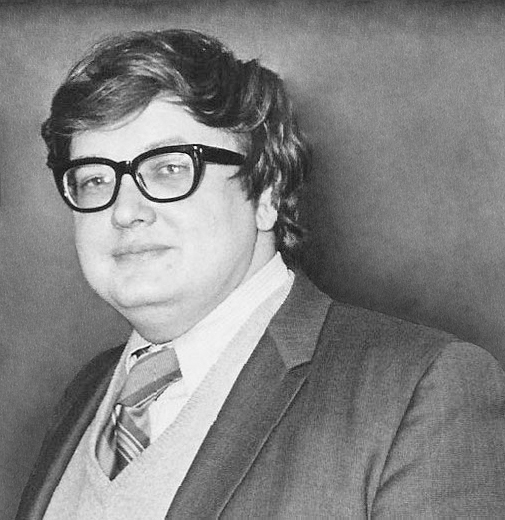
Roger Ebert (1970)

Roger Joseph Ebert (* 18. Juni 1942 in Urbana, Illinois; † 4. April 2013 in Chicago, Illinois) war ein US-amerikanischer Filmkritiker und Drehbuchautor. Er schrieb für die Chicago Sun-Times und galt als bedeutendster Filmkritiker der USA. 1975 erhielt er den in diesem Jahr erstmals für Filmkritiken vergebenen Pulitzer-Preis.

## Leben und Werk
Roger Ebert wuchs als Sohn von Walter H. Ebert und Annabel Ebert in Urbana, Illinois, auf. Seine Vorfahren auf väterlicher Seite waren Immigranten aus Deutschland, von mütterlicher Seite her stammen sie aus den Niederlanden und Irland. Als Schüler an der Urbana High School begann er sich für Journalismus zu interessieren und schrieb erste Sportartikel für die News-Gazette in Champaign, Illinois. Mit Artikeln in Science-Fiction-Fanmagazinen, so in Richard A. Lupoffs Xero, begann er eine Schriftstellerkarriere und wurde gegen Ende seiner Schulzeit Mitherausgeber des Echo, der Zeitung seiner Highschool. In einem Wettbewerb mit (simulierten) Radiobeiträgen gewann Ebert 1958 den Preis der Illinois High School Association State Speech Championship. Außer an der University of Illinois studierte Ebert kurz an der University of Chicago und an der Universität Kapstadt. Seine Doktorarbeit blieb, aufgrund der Doppelbelastung, unbeendet.
Ebert war seit 1966 bei der Chicago Sun-Times angestellt und übernahm dort im folgenden Jahr die Stelle als Filmkritiker an, die er bis zu seinem Tod behielt. Neben der Chicago Sun-Times druckten in den 2000er-Jahren rund 200 Zeitungen weltweit regelmäßig die Kritiken von Ebert ab. 1975 erhielt er als erster Filmkritiker den Pulitzer-Preis für Kritiken. Im selben Jahr startete er mit seinem Kollegen Gene Siskel von der Chicago Tribune die Fernsehsendung Sneak Previews bei dem lokalen Fernsehsender WTTW. Die Sendung gewann schnell an Popularität und ab 1977 wurde sie amerikaweit vom Sender PBS übertragen. In dieser etwa halbstündigen, wöchentlichen Sendung besprachen sie – meist aktuell in den Kinos laufende – Filme. Die Sendung bescherte Ebert und Siskel einen hohen Bekanntheitsgrad. 1982 wechselten sie das Produktionsstudio und führten fortan durch die Sendung At the Movies, die nach demselben Prinzip ablief. Siskel verstarb 1999. Sein Nachfolger wurde im September 1999 Richard Roeper von der Chicago Sun-Times. Die Sendung hieß Ebert & Roeper und lief bis August 2008.
Roger Ebert war mit Russ Meyer befreundet und schrieb die Drehbücher für dessen Filme Blumen ohne Duft (Beyond the Valley of the Dolls, 1970), Drüber, drunter und drauf (Up!, 1976, unter dem Pseudonym Reinhold Timme) und Im tiefen Tal der Superhexen (Beneath the Valley of the Ultra-Vixens, 1979, unter dem Pseudonym R. Hyde).
Jedes Jahr gab Ebert ein Buch mit den Filmkritiken des Vorjahres heraus. Darüber hinaus hat er ein Buch über Filmklischees sowie Bücher mit den von ihm am besten bzw. am schlechtesten bewerteten Filme herausgegeben. Er veranstaltete zudem das jährliche Roger Ebert’s Overlooked Film Festival in Champaign.
Ab dem 18. Juli 1992 war Ebert mit der Anwältin Charlie „Chaz“ Hammel-Smith verheiratet. Anfang 2002 erkrankte er an papillärem Schilddrüsenkrebs, verlor im Jahr 2006 im Laufe der Behandlung die Fähigkeit, zu sprechen, zu essen und zu trinken. Er wurde seither über eine Magensonde ernährt und nutzte einen Sprachcomputer. Trotz weiterer gesundheitlicher Probleme in den folgenden Jahren war er bis zu seinem Tod als Filmkritiker tätig. Am 23. Juni 2005 erhielt er als erster Filmkritiker überhaupt einen eigenen Stern auf dem Hollywood Walk of Fame bei der Adresse 6834 Hollywood Blvd. Roger Ebert starb am 4. April 2013 im Alter von 70 Jahren an seiner Krebserkrankung.

## Stil und Ansichten zur Filmindustrie

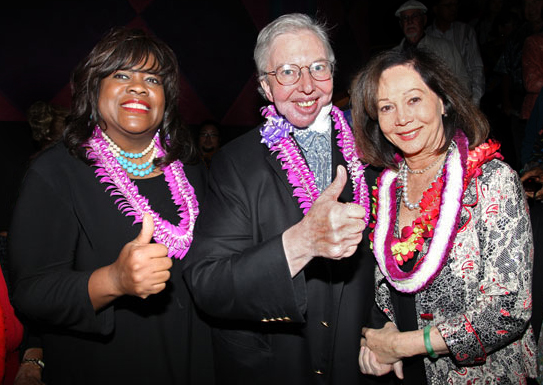
Roger Ebert (Mitte) mit seiner Ehefrau Chaz Hammelsmith Ebert (links) und Nancy Kwan (rechts) beim Hawaii International Film Festival, 2010

Roger Ebert bewertete seine Filme über Jahrzehnte nach einer Viersterneskala, wobei vier Sterne das Maximum waren. Allerdings wies er immer darauf hin, dass die Punktevergaben nie absolut seien und immer nur relativ seine Meinung widerspiegelten. Dabei vertrat er durchaus unpopuläre Meinungen, populäre Filme wie Blue Velvet, Stirb langsam und Die üblichen Verdächtigen erhielten negative Rezensionen, während Filme mit vernichtenden Kritiken wie Speed 2, The Hot Spot – Spiel mit dem Feuer und 8mm – Acht Millimeter von ihm positiv mit drei Sternen bewertet wurden. Negative Rezensionen schrieb er meistens mit bissigem Humor. Häufig brachte er persönliche Anekdoten in die Rezensionen ein, gelegentlich verließ er auch die normale Textform und rezensierte z. B. in Form von Liedern, Gedichten, offenen Briefen oder Dialogen.
Eberts Filmgeschmack zog sich durch die gesamte Filmgeschichte und alle Genres, er rezensierte sowohl anspruchslose Blockbuster als auch Arthouse-Filme. Als bedeutendsten Film sah Ebert Orson Welles’ Citizen Kane (1941) an, sein persönlicher Lieblingsfilm war allerdings Das süße Leben (1960). Am anderen Ende der Skala befand sich Rob Reiners Film North, dem Ebert nicht einmal einen Stern zuerkannte. Obwohl Ebert Listen der besten Filme ablehnte, veröffentlichte er in mehreren Bänden unter dem Titel Great Movies seine Vier-Sterne-Filme. In weiteren Büchern erschienen auch seine Verrisse mit maximal zwei Sternen. Als Eberts Lieblingsschauspieler galten Robert Mitchum und Ingrid Bergman. Ebert formulierte auch die Stanton-Walsh-Regel, nach der ein Film, in dem Harry Dean Stanton oder M. Emmet Walsh eine Nebenrolle spielen, nicht völlig schlecht sein könne.
Ebert war ein ausgesprochener Gegner der Filmbewertung durch die Motion Picture Association of America. Er kritisierte wiederholt die von ihr vergebenen Altersempfehlungen als zu niedrig. Außerdem beklagte Ebert regelmäßig, dass Kinos außerhalb von Großstädten ebenfalls nur typische Hollywood-Filme zeigten, statt das lokale Interesse zu berücksichtigen. Dies mache es für die meisten amerikanischen Kinobesucher nahezu unmöglich, wertvolle Independentfilme oder ausländische Filme zu sehen.
Roger Ebert war ein Befürworter des Maxivision-48-Verfahrens, bei dem der Film 48 statt der üblichen 24 Bilder pro Sekunde zeigt. Er war gegen die Praxis, in den Kinos die Lichtstärke der Projektoren zu senken, um die Betriebsdauer der Leuchtmittel zu verlängern. Laut Ebert habe dies kaum eine Wirkung und erschwere dem Zuschauer außerdem die visuelle Wahrnehmung des Films. Gegenüber der Rückkehr der 3D-Filme war er allerdings skeptisch, er empfand sie als unrealistisch, fast immer zu dunkel fotografiert und verwirrend.

## Sonstiges
Ebert war begeisterter Hobbykoch und veröffentlichte 2010 mit The Pot And How To Use It ein Buch mit Rezepten für den Reiskocher.

## Auszeichnungen
Außer sieben Nominierungen für den Emmy in der Kategorie Outstanding Informational Series erhielt Ebert folgende Auszeichnungen:
- 1975: Pulitzer-Preis/Kritik für seine Filmkritiken des Jahres 1974
- 2001: Video Premiere Award für den besten Audiokommentar zu Citizen Kane (1941)
- 2003: Special Achievement Award der American Society of Cinematographers
- 2004: Lifetime Achievement Award des Savannah Film and Video Festival für entertainment journalism
- 2005: CINE Lifetime Achievement Award

## Schriften
- Scorsese by Ebert. ISBN 978-0-226-18202-5.
- Awake in the Dark: The Best of Roger Ebert. ISBN 0-226-18200-2. – Eine Sammlung von Interviews, Essays etc. aus seinen 40 Jahren als Filmkritiker.
- Ebert’s “Bigger” Little Movie Glossary. ISBN 0-8362-8289-2. – Ein Buch über Filmklischees.
- The Great Movies. ISBN 0-7679-1038-9. – Mehrere Abhandlungen über großartige Filme.
- The Great Movies II. ISBN 0-7679-1950-5. – Mehrere Abhandlungen über großartige Filme.
- I Hated, Hated, Hated This Movie. ISBN 0-7407-0672-1. – Eine Sammlung von Kritiken schlecht bewerteter Filme.
- Roger Ebert’s Book of Film. ISBN 0-393-04000-3. – Über ein Jahrhundert des Schreibens über Filme.
- Questions for the Movie Answer Man. ISBN 0-8362-2894-4. – Antworten zu eingeschickten Fragen seiner Leserschaft.
- Behind the Phantom’s Mask. ISBN 0-8362-8021-0. – Roman.
- An Illini Century. – Die Geschichte der ersten 100 Jahre der University of Illinois.
- The Perfect London Walk. ISBN 0-8362-7929-8. – Ein Führer durch Eberts ausländische Lieblingsstadt.
- Your Movie Sucks. ISBN 0-7407-6366-0. – Eine Sammlung von Kritiken schlecht bewerteter Filme.
- Roger Ebert’s Four-Star Reviews 1967–2007. ISBN 0-7407-7179-5. – Eine Sammlung von Kritiken gut bewerteter Filme.
- Life Itself: A Memoir. Grand Central Publishing, New York City 2011, ISBN 0-446-58497-5. – Autobiographie.